# Dyan (langue)
Pour les articles homonymes, voir Dyan.
Le dyan (ou Dan, Dian, Dya, Dyane, Dyanu) est une langue gur parlée au Burkina Faso dans de petites zones de la province du Balé (Boucle du Mouhoun), dans la province du Houet (Hauts-Bassins), et à Dolo, près de Diébougou, dans la province du Bougouriba (Sud-Ouest).
Le nombre de locuteurs était estimé à 14 100 en 1991.

## Écriture
| a | ã | b | ɓ | c | d | ɗ | e | ẽ | ɛ  | ɛ̃ | f | g | gb | h | i | ĩ | j | k | kh | kp |
| l | m | n | ɲ | o | õ | ɔ | ɔ̃ | p | ph | r | s | t | th | u | ũ | v | w | y | z  |    |